# تاتارهای لیپکا
تاتارهای لیپکا (لیپکا - تلفظ نادرست لیتوانی، شناخته شده همچنین به عنوان تاتارهای لیتوانیایی؛ همچنین - تاتارهای لهستانی، تاتارهای لهستانی-لیتوانیایی، لیپکووی، لیپچانی، مولیمی، لیتوووس توتوریایی) یک گروه قومی ترکی هستند که نخست در دوک نشین عظمای لیتوانی در آغاز قرن چهاردهم سکنی گزیدند. اولین مهاجران تاتار سعی کردند مذهب شمن باورانه خود را حفظ کنند و در میان لیتوانیایی‌های غیر مسیحی پناه جستند. در اواخر قرن چهاردهم، موج دیگری از تاتارها - این بار، مسلمانان، توسط ویتائوتاس بزرگ به این دوک نشین عظمی دعوت شدند. این تاتارها ابتدا در خود لیتوانی در اطراف ویلنیوس، تراکای، هرودنا و کاوناس ساکن شدند و بعداً به سایر بخش‌های دوک نشین عظمی که بعداً بخشی از مشترک المنافع لهستان-لیتوانی شد پراکنده شدند. این مناطق شامل بخش‌هایی از لیتوانی، بلاروس و لهستان امروزی است. آنها از همان ابتدای استقرار خود در لیتوانی به تاتارهای لیپکا معروف بودند. با این که دین خود را حفظ کردند، سرنوشت خود را با سرنوشت مشترک المنافع لهستان-لیتوانی عمدتاً مسیحی متحد کردند. از نبرد گرونوالد به بعد، هنگ‌های سواره نظام سبُک تاتار لیپکا در همه لشکرکشی‌های مهم لیتوانی و لهستان شرکت کردند.
ریشه تاتارهای لیپکا را می‌توان به ایالت‌های بازمانده از اردوی زرین، خانات کریمه و خانات کازان ردیابی کرد. آنها در ابتدا به عنوان یک طبقه نظامی نجیب‌زاده خدمت می‌کردند، اما بعداً به شهرنشینانی تبدیل شدند که به دلیل صنایع دستی، اسب و مهارت‌های باغبانی شان شهرت داشتند. آنها در طول قرن‌ها در برابر همسان سازی مقاومت کردند و سبک زندگی سنتی خود را حفظ کردند. با این که آنها بسیار به دین خود وابسته بودند، با گذشت زمان زبان اصلی تاتاری خود، از گروه زبان‌های ترکی کیپچاک را از دست دادند و اکثراً بلاروسی، لیتوانیایی و لهستانی را اختیار کردند. هنوز گروه‌های کوچکی از تاتارهای لیپکا در بلاروس، لیتوانی و لهستان امروزی و همچنین جوامع آنها در ایالات متحده زندگی می‌کنند.

## وضعیت فعلی

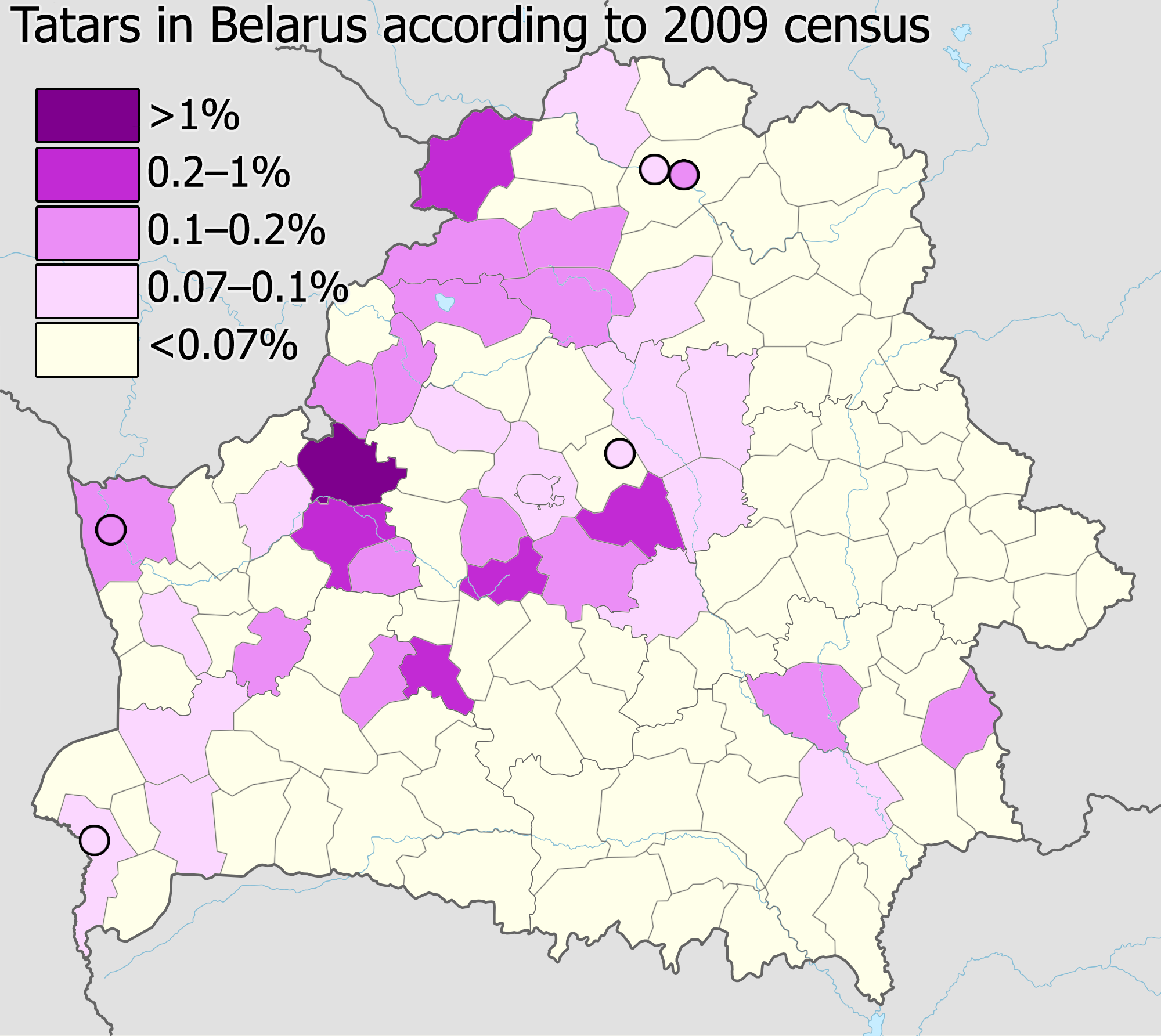
تاتارها در بلاروس طبق سرشماری سال ۲۰۰۹

پرچم تاتارهای لیپکا در بلاروس

امروزه حدود ۱۰۰۰۰ تا ۱۵۰۰۰ تاتار لیپکا در نواحی سابق مشترک المنافع لهستان-لیتوانی وجود دارد. اکثریت نوادگان خانواده‌های تاتار در لهستان می‌توانند نسب خود به نجیب‌زادگان مشترک المنافع اولیه لهستان-لیتوانی برسانند. تاتارهای لیپکا در شمال شرقی لهستان، بلاروس، لیتوانی، جنوب شرقی لتونی و اوکراین سکونت گاه داشتند. امروزه اکثر آنها در لهستان، لیتوانی و بلاروس ساکن هستند. اکثر تاتارهای لیپکا (۸۰٪) در صفوف اشراف در کشورهای مشترک المنافع لهستان-لیتوانی همسانسازی شدند، در حالی که برخی از تاتارهای نجیب‌زاده فرودست تر با روستاییان و دهقانان بلاروس، لهستانی، اوکراینی و لیتوانیایی همسانسازی شدند.
تعدادی از تاتارهای لهستانی در آغاز قرن بیستم به ایالات متحده مهاجرت کردند و بیشتر در ایالت‌های شمال شرقی سکنی گزیدند، اگرچه در فلوریدا نیز یک منطقه دارند. یک جامعه کوچک اما فعال از تاتارهای لیپکا در شهر نیویورک وجود دارد. " مرکز اسلامی تاتارهای لهستانی " در سال ۱۹۲۸ در بروکلین، شهر نیویورک ساخته شد و تا همین اواخر کار می‌کرد.

## مساجد تاتار لیپکا

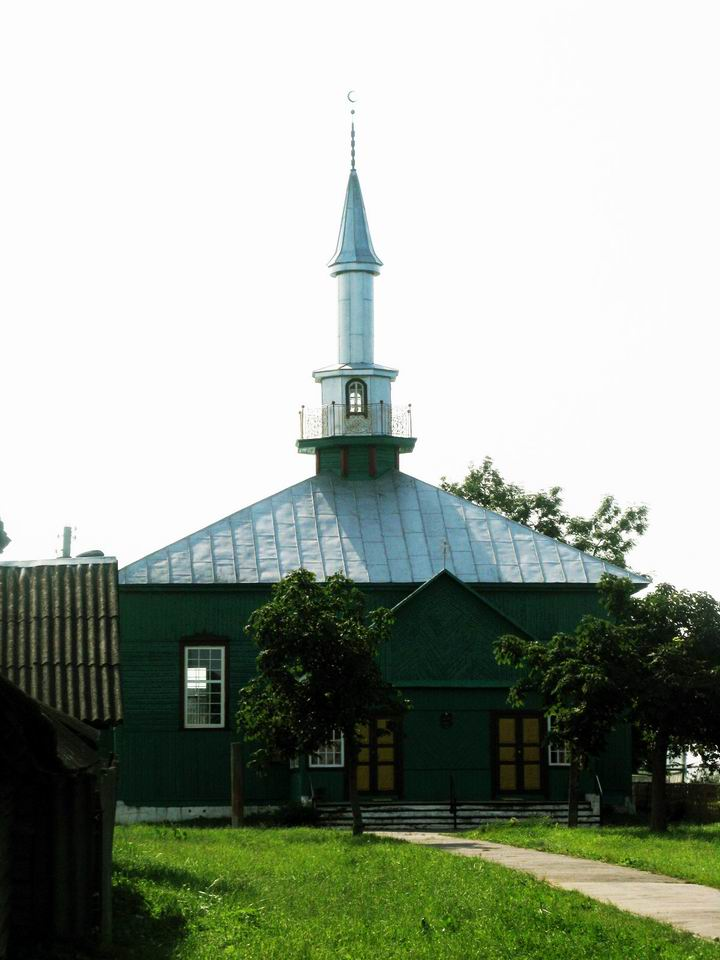
مسجد تاتار در شهر ایویه ، بلاروس
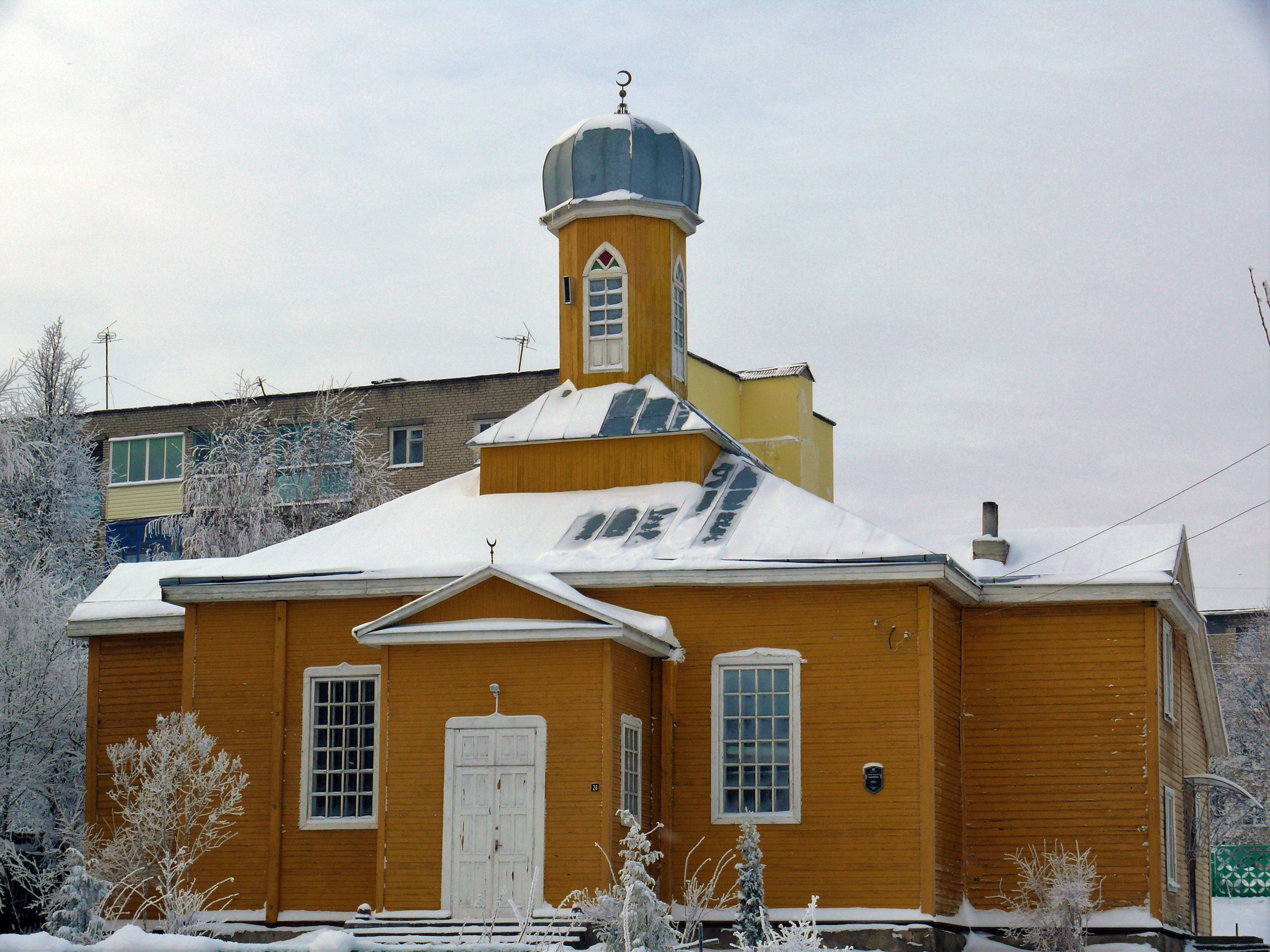
مسجد تاتار در شهر نووگرودوک ، بلاروس
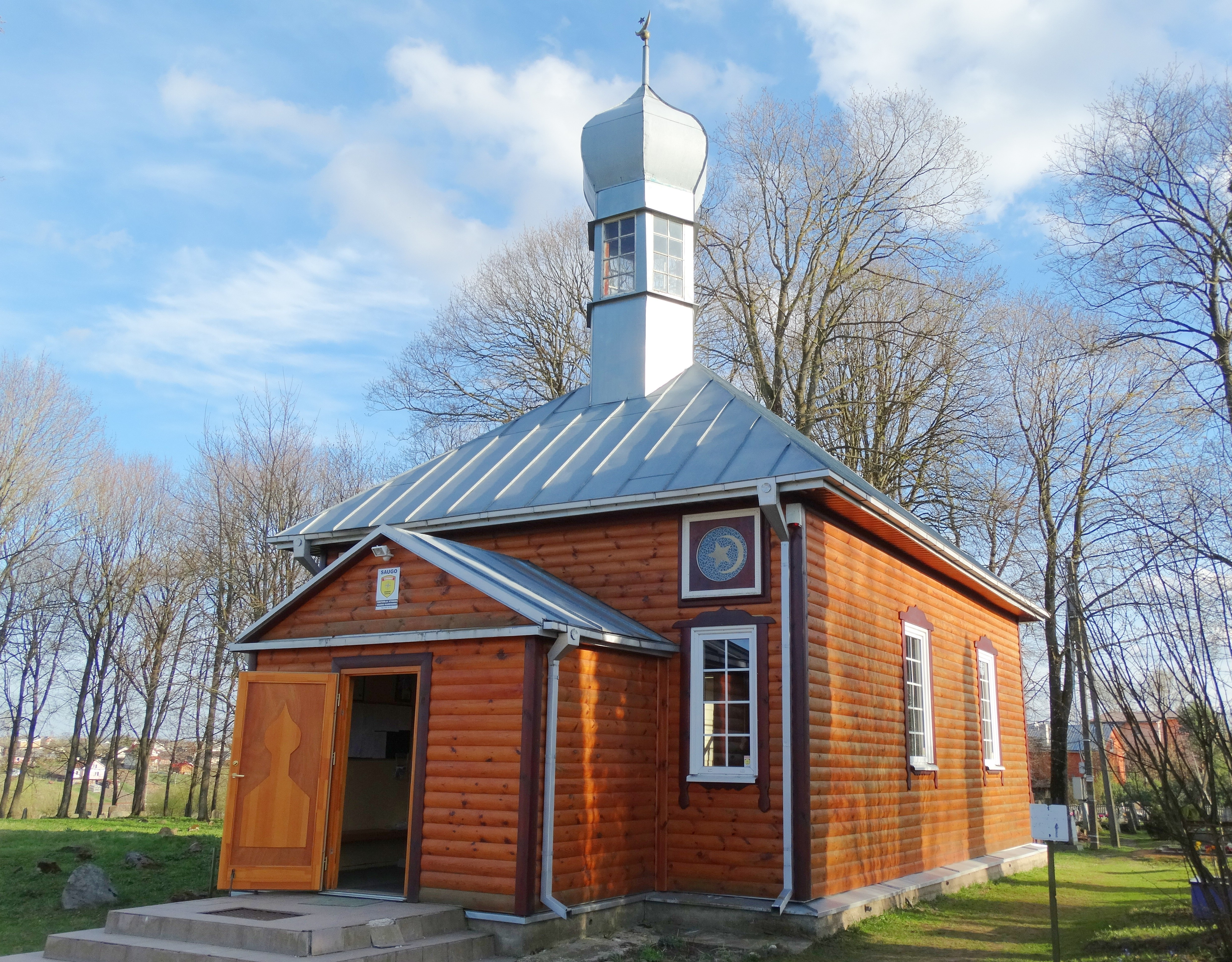
مسجد تاتار در نمژیس ، لیتوانی
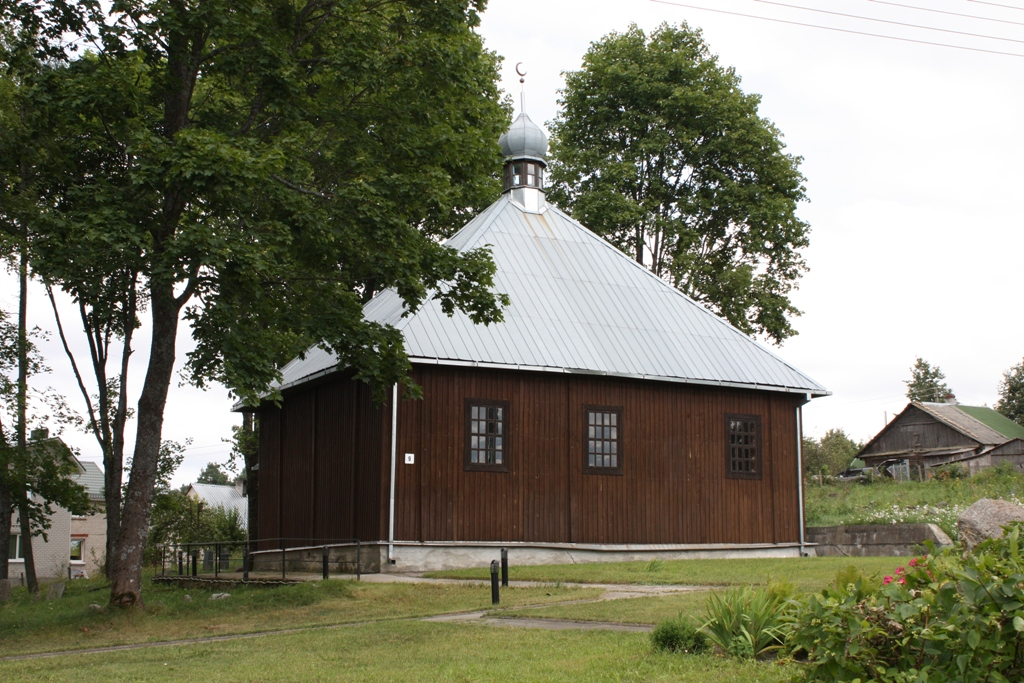
مسجد در Keturiasdešimt Totorių ، لیتوانی
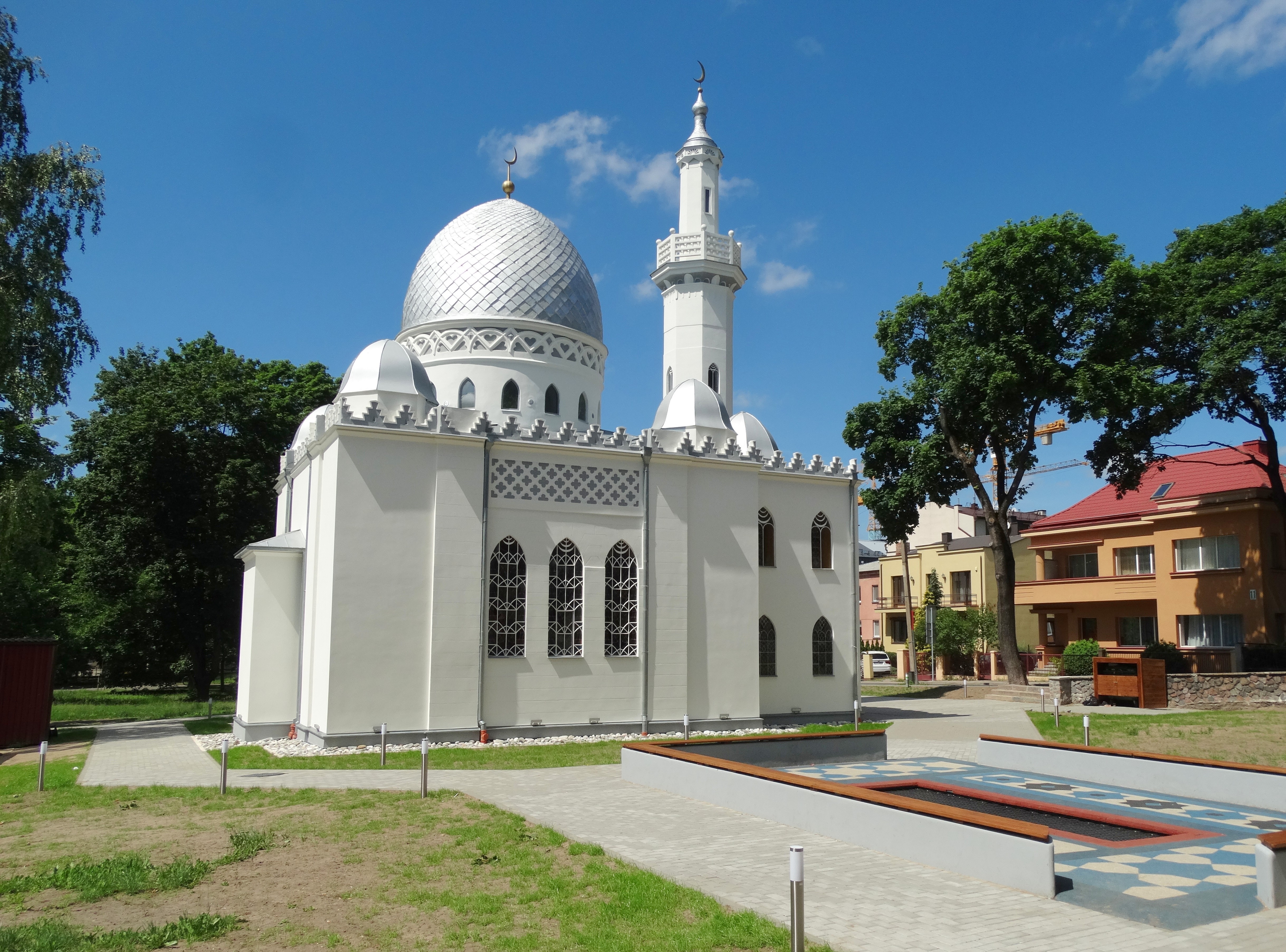
مسجد، ساخته شده در کاوناس در سال ۱۹۳۰، سال صدمین سالگرد ویتاوتاس ویتائوتاس
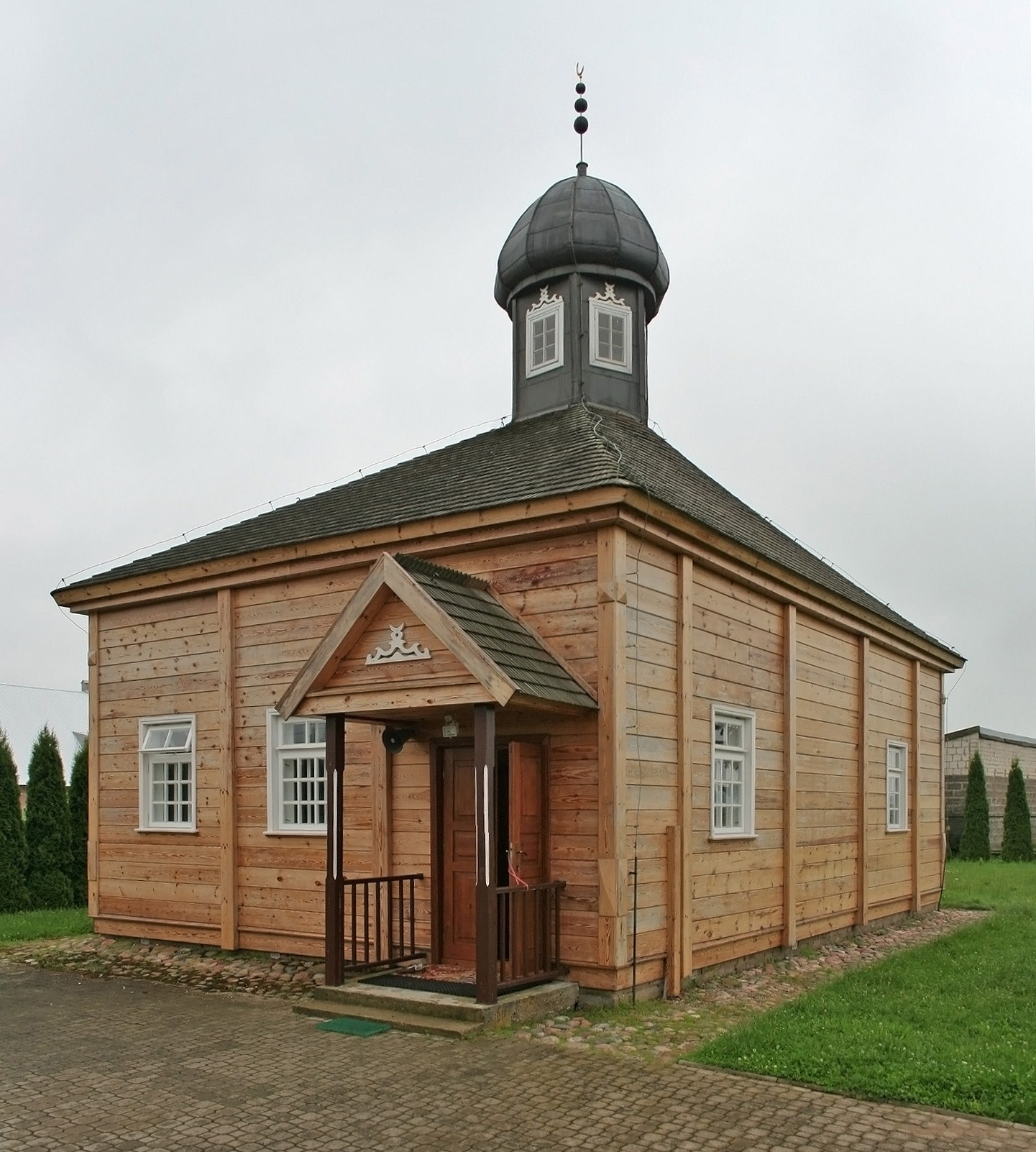
مسجد در بوخونگکی ، لهستان
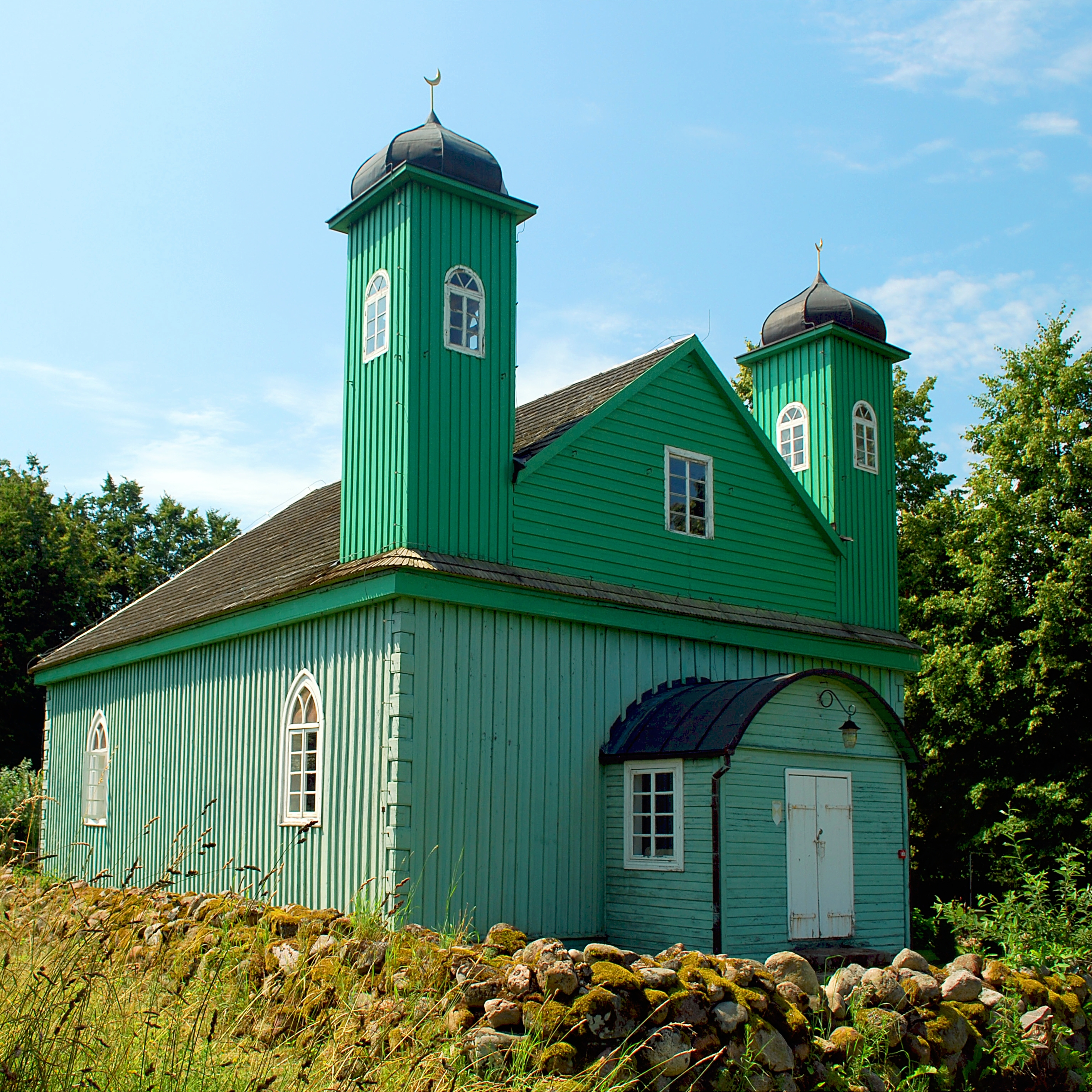
مسجد در کروشنگانه ، لهستان